# Campylaspis pulchella
Campylaspis pulchella is een zeekommasoort uit de familie van de Nannastacidae. De wetenschappelijke naam van de soort werd in 1873 voor het eerst geldig gepubliceerd door Georg Ossian Sars.